# Rusenski Lom
Rusenski Lom (în bulgară Русенски Лом) este un râu din nord-estul Bulgariei, ultimul mare afluent de dreapta al Dunării. El se formează prin unirea râurilor Beli Lom (Lomul Alb) și Cerni Lom (Lomul Negru), primul izvorând de la sud de Razgrad și al doilea de sud-est de Popovo.
Izvorul râului Beli Lom aflat la 43°24′N 26°40′E / 43.400°N 26.667°Eși la altitudinea de 360 de metri deasupra nivelului mării este acceptat provizoriu ca punctul de pornire al râului Rusenski Lom. Înainte de unirea lor, râul Cerni Lom are o lungime de 114,2 km și un bazin hidrografic de 1.550 km2 și râul Beli Lom are o lungime de 122,8 km și un bazin hidrografic de 1.310 km2. Ambele râuri curg în principal către nord-vest (Beli Lom curge către vest în direcția Senovo, iar Cerni Lom curge către nord-vest până la Șirokovo și apoi către nord-est) și se apropie unul de altul până se unesc la est de Ivanovo. Rusenski Lom se varsă în Dunăre în orașul Ruse, care-i dă râului numele său. Lungimea totală a râului de la izvorul afluentului Beli Lom este de 196,9 km. Gura de vărsare în Dunăre se află la altitudinea de 18 metri deasupra nivelului mării.
Rusenski Lom curge prin Parcul natural Rusenski Lom.